# Уральский неолит

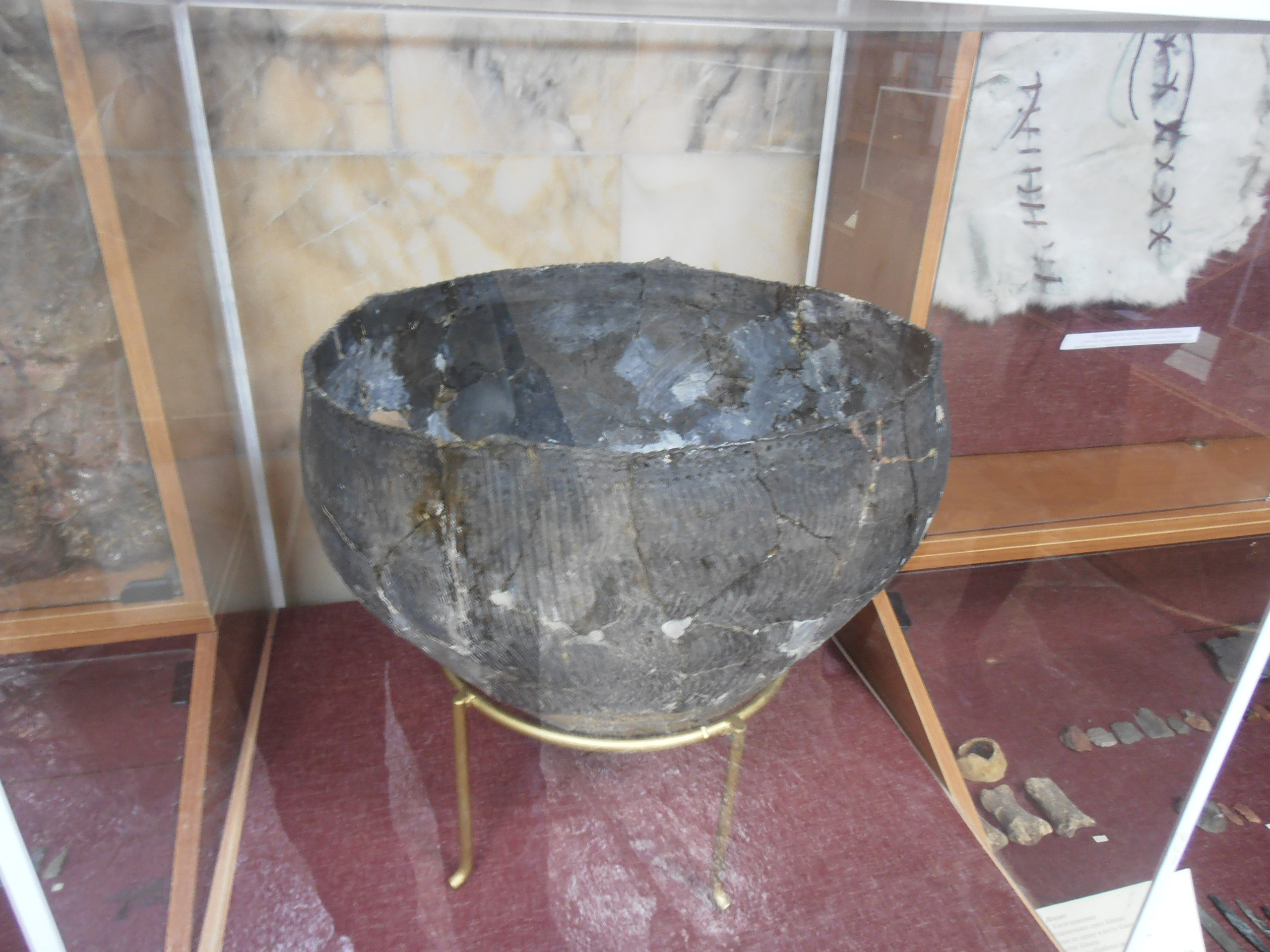
Сосуд (керамика). Козловская культура (неолит, 6-е тыс. до н.э). Экспонат зала археологии Музея археологии и этнографии Тюменского государственного университета

Уральский неолит — региональная (уральская) разновидность культуры неолита. Датирован VI-IV тыс до н.э.  В рамках археологии к Уралу относят Волго-Уральский регион, Зауралье (Свердловская область) и Прикамье.   
Для каменных орудий характерно использование всего многообразия уральских минеральных ресурсов: кремень, яшма, кварц, горный хрусталь. Люди жили в полуземлянках прямоугольной формы, занимались охотой и рыбной ловлей. Широко распространенными были костяные наконечники стрел. Источником инноваций была территория Волго-Уральского региона, которая взаимодействовала с технически более развитыми культурами Северного Причерноморья. Другим источником формирования уральского неолита была Кельтеминарская культура Средней Азии.
Ранний неолит Зауралья представлен кошкинской и козловской традициями. Поздний — полуденско-гребенчатой и басьяновско-боборыкинской традициями. Для раннего неолита Волго-Уралья характерна елшанская культура, которая была прервана миграцией потомков хвалынской культуры.
К памятникам уральского неолита относят наскальные рисунки: Писаница на Еловом мысе, Северская Писаница и др. Известны мегалитические постройки (Мегалиты острова Веры)